# Edgar Johan Kuusik
 (janvier 2019).
Si vous disposez d'ouvrages ou d'articles de référence ou si vous connaissez des sites web de qualité traitant du thème abordé ici, merci de compléter l'article en donnant les références utiles à sa vérifiabilité et en les liant à la section « Notes et références ».
Edgar Johan Kuusik, né le 2 février 1888 à Valgjärve et mort le 3 août 1974 à Tallinn, est un architecte estonien,,,.

## Biographie
Fils d'un gérant d'un domaine familial dans le comté de Võru, Edgar Kuusik étudie au département d'architecture de l'Institut polytechnique de Riga (1906-1914).
De 1918 à 1920, il participe à la Guerre d'indépendance de l'Estonie.
En 1920-1922, il travaille à la gestion des bâtiments du ministère de l'Intérieur. En 1922-1937, il est architecte indépendant. En 1921, il est l'un des cofondateurs de l'Union des architectes estoniens.
De 1944 à 1971, Edgar Kuusik enseigne à l'Académie estonienne des arts, à partir de 1946 en tant que professeur. Forcé à quitter l'Union des architectes de la RSS d'Estonie, pour des raisons politiques, de 1950 à 1952, il sera réhabilité plus tard.
En 1962-1969, il publie cinq volumes de ses mémoires (le sixième, le volume inachevé, n'est pas daté).
Son style architectural peut être décrit comme une combinaison du baroque, de l'art traditionnel et de l'expressionnisme. Edgar Kuusik était par ailleurs un excellent aquarelliste.
En 1928, il crée un monument aux morts de la guerre d'indépendance au cimetière militaire de Tallinn. Dans les années 1950, le monument est détruit par les autorités soviétiques. Il sera reconstruit à l'identique en 2012.
Dans la seconde moitié des années 1940, il achève avec Alar Kotli le projet de construction du théâtre Rahvusooper Estonia détruit pendant la Seconde Guerre mondiale - tout en préservant la façade d'origine du côté du boulevard de l'Estonie.
Mort à Tallinn, Edgar Kuusik est inhumé au cimetière boisé de Tallinn.

## Ouvrages
- Ville jardin à Tartu (1922)
- Complexe de bâtiments à Tallinn, rue Neema (1924-1925)
- Monument aux morts de la guerre d'indépendance estonienne, Cimetière militaire de Tallinn (1928)
- Bâtiment bancaire, Abja-Paluoja (1929)
- Maisons jumelées, rue Maasika, Tallinn (1931-1932, avec Franz de Vries)
- Maison des Arts de Tallinn (et), (1933-1934, en collaboration avec Anton Soans)[9]
- Villa de l'industriel Oskar Kerson, 40 rue Nurme  Nõmme, (1935)[10]
- Bâtiment bancaire à Tallinn, Sakala tänav 2-4 (1936-1937)
- Hôpital de Kuressaare (1937-1940)
- Nouvel hôtel de ville de Tallinn (1937)
- Musée d'Art de Tallinn (1937 à 1938)
- Théâtre NO99 (en), 1 rue Sakala à Tallinn (1938-1947)

## Galerie

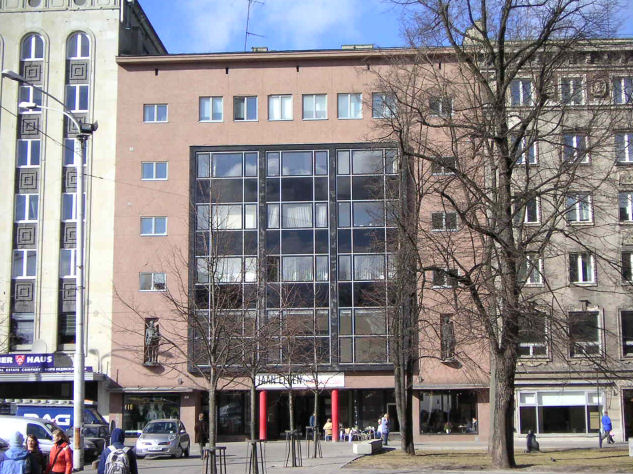
Maison des Arts, place de la Liberté de Tallinn.
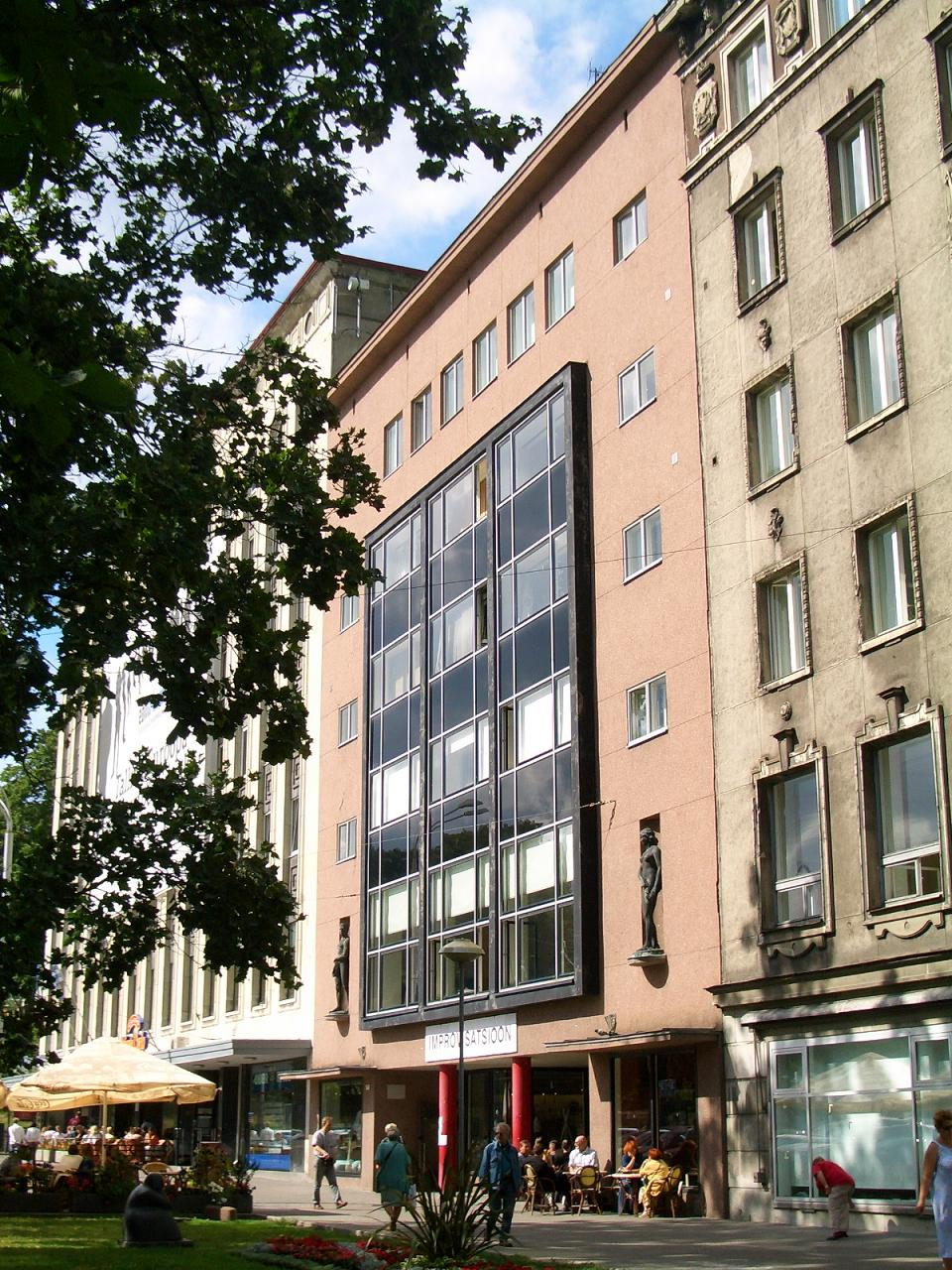
Sous un autre angle
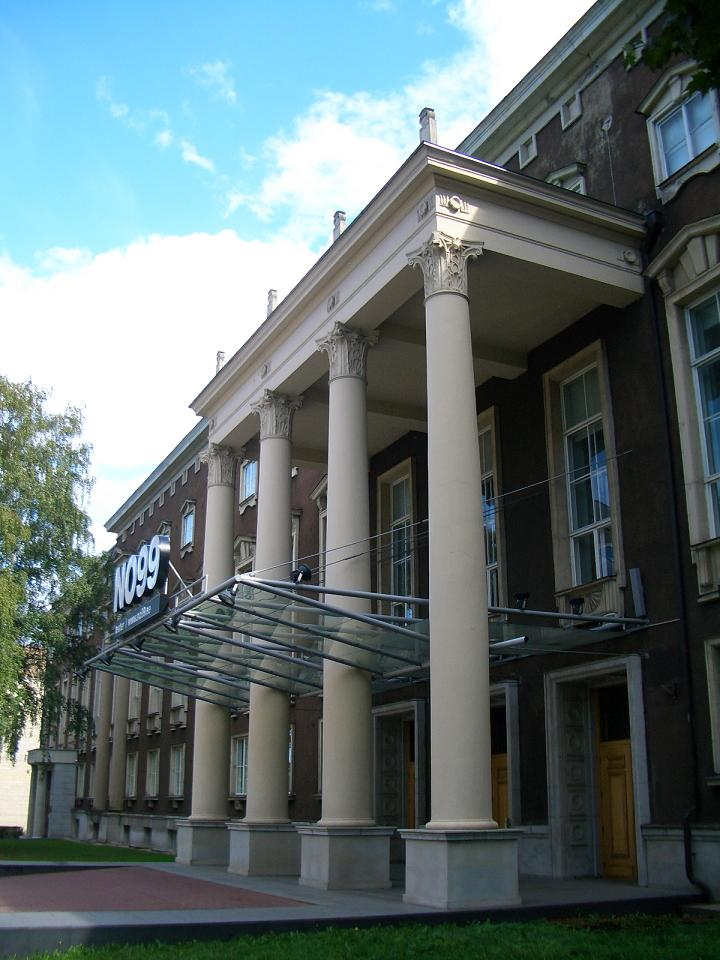
Théâtre NO99, 1 rue Sakala.
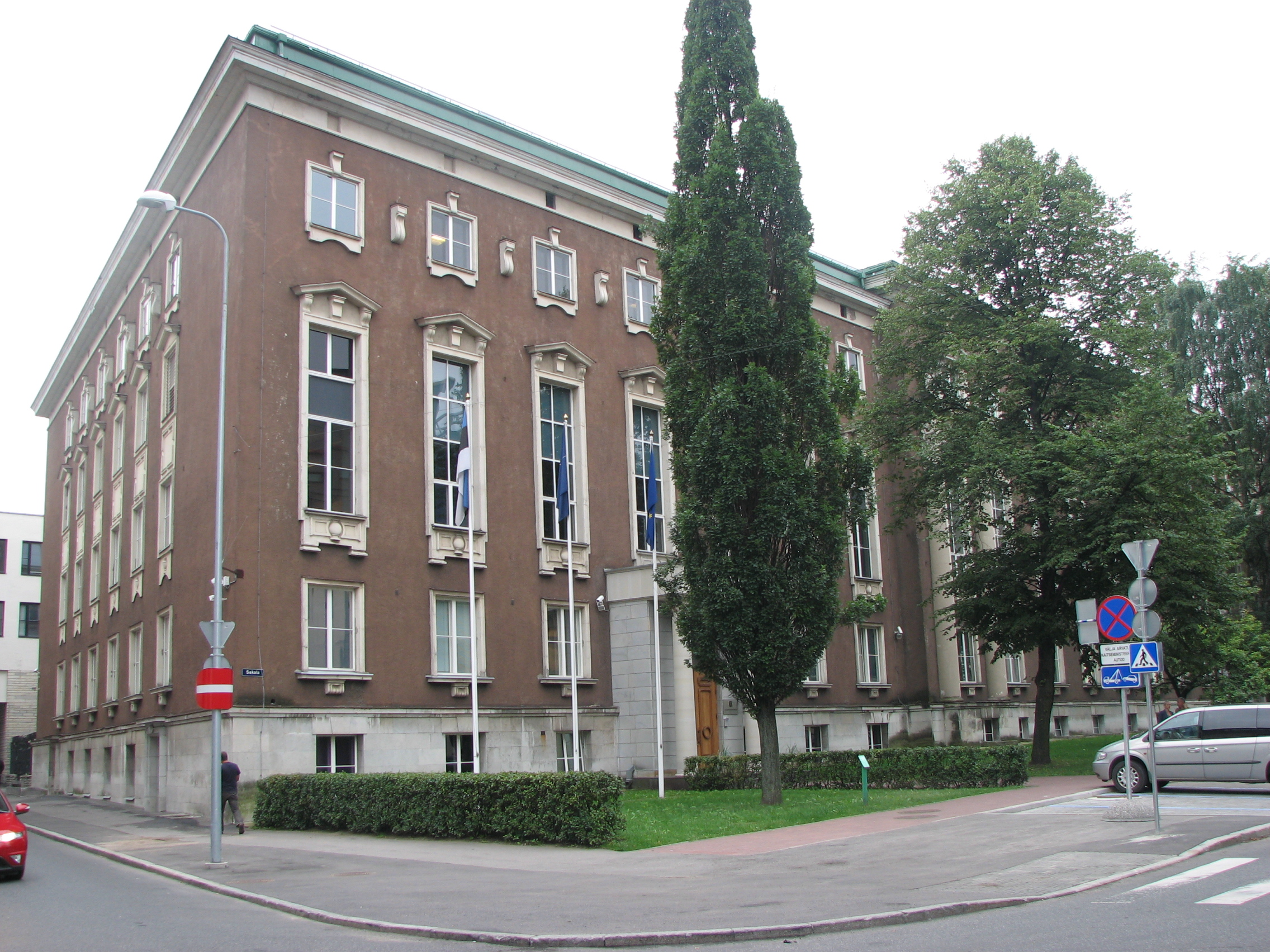
1 rue Sakala.
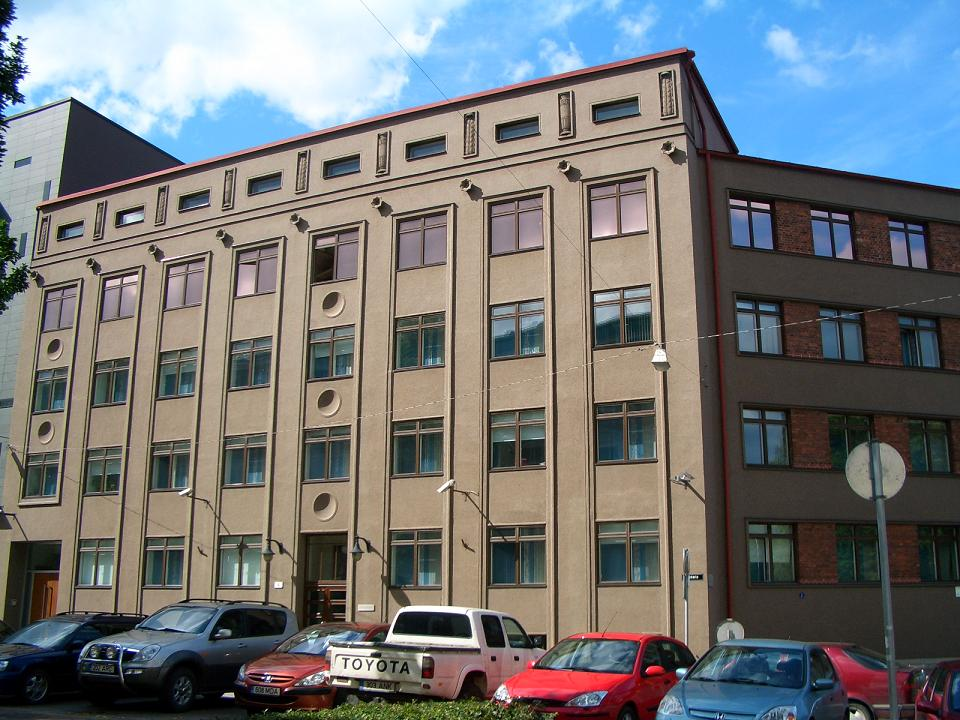
2 et 4 rue Sakala.